# Ekonomika transportu
Ekonomika transportu – dział ekonomii zajmujący się zagadnieniami związanymi z działalnością gospodarczą w sektorze transportu. Należy ją zaliczyć do dyscyplin określanych ekonomią pozytywną w odróżnieniu od polityki transportowej mającej cechy naukowe ekonomii normatywnej. Jest zarówno zbiorem wiedzy dotychczas spisanej na temat gospodarowania w sektorze transportu, jak i dyscypliną badawczą wielu instytucji naukowych.
Miejsce ekonomiki transportu w systemie nauki jest określone charakterem treści gromadzonej wiedzy. Wprawdzie korzysta się w niej z informacji i instrumentów badawczych dostarczanych przez nauki ścisłe (zwłaszcza matematykę), nauki przyrodnicze (głównie geografię), nauki inżynieryjne i prawne, ale tworzona wiedza ma charakter ekonomiczny (w szerszym sensie ma także charakter społeczny). Wiedza ekonomiczna tym odróżnia się od innych rodzajów wiedzy, że pokazuje świat w ujęciu pieniężnym, starając się odpowiedzieć na pytania: co, jak i dla kogo produkować, jak prowadzić wymianę i jak dzielić się zasobami materialnymi (problem efektywności i sprawiedliwości). Autonomiczny charakter ekonomiki transportu wynika z faktu, że wyczerpującego zestawu reguł gospodarowania w transporcie nie formułuje ani makroekonomia, ani mikroekonomia, wobec czego musi istnieć dyscyplina grupująca wiedzę o wszystkich aspektach ekonomicznych tego sektora, posługująca się metodami adekwatnymi do charakteru zagadnień transportowych. Podstawowa odmienność i specyfika ekonomiki transportu w stosunku do pozostałej wiedzy ekonomicznej widoczna jest w koncentrowaniu wysiłku poznawczego na wymiarze przestrzennym działalności gospodarczej i na ustalaniu efektywności oraz sprawności środków pokonywania przestrzeni.
Istnieje szereg nie rozstrzygniętych kwestii pojęciowych i klasyfikacyjnych ekonomiki transportu. O ile stosunkowo jasne są relacje między tą dyscypliną a jeszcze bardziej szczegółowymi jej modułami wiedzy gałęziowej (ekonomiką transportu kolejowego, samochodowego, lotniczego, morskiego), o tyle nie wypracowano powszechnie przyjętych jej relacji z teorią zarządzania, logistyką i polityką gospodarczą. To, iż transport stanowi przedmiot badań i analiz różnych dyscyplin naukowych nie stanowi przesłanki do agregacji wiedzy o nim w jedną dyscyplinę, którą bezskutecznie próbowano nazwać nauką o transporcie. Najbardziej pokrewny i komplementarny charakter ma wiedza z ekonomiki transportu i zarządzania transportem. Wiedza ekonomiczna o transporcie obejmuje zasady transportowego rachunku ekonomicznego, kształtowania cen za przewozy i przeładunki, programowania oraz planowania rozwoju sieci transportowych, kształtowania systemów finansowania transportu i inne kwestie. Natomiast treść wiedzy o zarządzaniu transportem obejmuje zasady kierowania, sposoby działania i podejmowania decyzji związanych z wykonywaniem czynności transportowych.
W ostatnich latach coraz częstszą praktyką na świecie jest łączne używanie pojęć transport i logistyka. Czy w wyniku takiego semantycznego połączenia powstaje nowa pod względem treści dyscyplina? W języku angielskim można znaleźć nawet specjalne definicje tego hybrydowego pojęcia. Jedna z nich brzmi: Transport and logistics – A term used by business to refer to the total management of the flow of raw materials, information and goods between suppliers and customers, integrating transport, infrastructure, services and information technology to maximise cost effectiveness, reliability, speed and flexibility of both. Połączenie wiedzy stworzonej przez badaczy ekonomiki transportu i przez logistyków nie jest mechanicznym zabiegiem, lecz stworzeniem nowego obszaru badawczego z bardziej złożoną i pogłębioną problematyką, podobnie jak to ma miejsce w przypadku takich dyscyplin jako biochemia, biofizyka czy biotechnologia. Wzajemne przenikanie się problemów transportowych i logistycznych jest zjawiskiem nowym we współczesnej gospodarce, oznacza że procesy transportowe są zdeterminowane nie tylko tym co się dzieje w trakcie przewozu, ale także tym co dzieje się w zakładach produkcyjnych i u konsumentów. Ekonomiczna wiedza transportowo-logistyczna jest bardziej kompleksowa, logiczna i spójna od sumy wiedzy tworzonej oddzielnie przez specjalistów transportu i specjalistów logistyki. Wspólne ujęcie obu obszarów wiedzy w jednym systemie metodologicznym i w jednej strukturze treści pozwala analizować wzajemne oddziaływanie tych dwóch funkcji gospodarczych.
Istnieją pewne niejasności i spory akademickie w zakresie rozgraniczenia specyfiki spojrzenia na transport ze strony specjalistów ekonomiki transportu i specjalistów polityki transportowej. Pojęcie polityka transportowa w literaturze anglosaskiej transport policy jest prawie tak popularne jak pojęcie ekonomiki transportu. Trudno jest rozstrzygnąć czy istnieje jakaś uniwersalna teoria polityki transportowej, czy raczej są to bardzo indywidualne i subiektywne narodowe lub ponadnarodowe programy odzwierciedlające poglądy transportowe określonych sił i orientacji politycznych. W Europie głównym wyznacznikiem programowym wspólnej polityki transportowej Common Transport Policy (CTP) stała się Unia Europejska, która nie ma jednak wyłącznej kompetencji w tym zakresie, pozostawiając na zasadzie subsydiarności niektóre kwestie w kompetencji władz krajowych, regionalnych i lokalnych. W ciągu minionych dziesięcioleci na świecie opublikowano szereg podręczników zatytułowanych Transport Policy, ale nazwa ta nieraz jest myląca, gdyż w treści tych podręczników zawarta jest zarówno normatywna, jak i pozytywna wiedza ekonomiczna o transporcie, a więc de facto są to podręczniki ekonomiki transportu. Trafniejsze są więc opracowania podręczników wydanych pod tytułem Economics and Transport Policy.
Przegląd literatury pokazuje, że rozwój ekonomiki transportu dokonywał się zarówno w zakresie przedmiotu badań, jak i w sferze metodologii. W największym skrócie ewolucja zakresu przedmiotowego badań polegała na przejściu od badań prowadzonych najpierw jedynie nad infrastrukturą drogową i wodną do tworzenia teorii transportu jako całej sfery gospodarki, obejmującej z czasem zagadnienia przedsiębiorstw transportowych, regulacji rynków, powiązań intermodalnych i międzysektorowych, funkcjonowania systemów transportowych i integracji transportu z logistyką.
Początków ekonomiki transportu można szukać już w XVIII wieku, kiedy pod wpływem myślicieli Oświecenia (Colberta, Turgot, Condorcet) i inżynierów robót publicznych zaczęto tworzyć podstawy transportowego rachunku ekonomicznego, ale dopiero jednak w XIX w. rozwinięto sprecyzowaną metodologię tego rachunku, nadającą się do zastosowania we wszystkich działach gospodarki. W fundamentalnym dla ekonomii dziele A. Smitha nazywanym skrótowo Bogactwo narodów opublikowanym w 1776 roku transport został pokazany jako jeden z warunków i czynników rozwoju gospodarczego (w ramach racjonalnego podziału pracy).
Jako systemowo ujęta dyscyplina ekonomiczna ekonomika transportu pojawiła się w nauce w połowie XIX wieku, kiedy w krajach anglosaskich zaczęto zastępować pojęcie political economy pojęciem economics donoszącym się do całego zespołu dyscyplin i ekonomik szczegółowych. Impulsem to wyodrębnienia się dyscypliny transport economics stało się w połowie XIX powstanie kolei i wyodrębnianie się przedsiębiorstw transportu zarobkowego z przedsiębiorstw handlowych.
Za protoplastę metody badawczej ekonomiki transportu można uznać Dionysusa Lardnera (1793-1859). W jego obszernej monografii z 1850 r. Railway Economy po raz pierwszy w literaturze ekonomicznej został postawiony wyczerpujący i uporządkowany zestaw problemów transportu jako wyodrębnionej sfery gospodarki. Zostały w niej przeanalizowane takie problemy jak: wpływ transportu na cywilizację, eksploatacja i administracja kolejowa, organizacja przewozów pasażerskich i towarowych, koszty funkcjonowania kolei, przychody taryfowe z przewozów i rentowność kolei, wypadki kolejowe, analiza porównawcza kolejowych systemów w krajach europejskich i w USA. Mimo że autor tego dzieła nie stał się autorytetem naukowym, jego praca jest chętnie cytowana w literaturze anglosaskiej.
Charakterystyczne dla początków ekonomiki transportu było dążenie niektórych badaczy do sformułowania specyficznych transportowych praw ekonomicznych, których przydatność praktyczna okazała się jednak niewielka. Do pierwszych twórców takich praw należał wspomniany wyżej D. Lardner i austriacki ekonomista Emil Sax (1845-1927). Autor Railway Economy starał się stworzyć teoretyczny model rynku zbytu towarów, którego rozmiary miałyby zależeć tylko od jednego czynnika: od stawki przewozowej danego produktu (powierzchnia tego rynku jest odwrotnie proporcjonalna do kwadratu tej stawki). Ten bardzo uproszczony model nie stworzył jednak przesłanek by mówić o jakimś prawie transportowym Lardnera. E. Sax poświęcił transportowi w swych dziełach dużo miejsca i ujmował go w dwóch aspektach: makroekonomicznym i sektorowym. Interpretacji i jednocześnie krytyki praw transportowych Saxa dokonał w polskiej literaturze Andrzej Piskozub, uznając, że zarówno prawo intensywności transportu (zgodności z tempem rozwoju całej gospodarki), prawo integracji transportu (koncentracji inwestycji w ograniczonej liczbie przedsięwzięć), prawo kierunkowości transportu (droga prosta geometrycznie nie jest najtańsza), prawo kosztów transportu (prawo skali produkcji), jak i prawo cen transportu (obniżka cen pociąga za sobą obniżkę kosztów jednostkowych) – nie są prawidłowościami występującymi jedynie w transporcie, lecz ogólnymi regułami gospodarczymi.
Duże nasilenie badań i publikacji z ekonomiki transportu nastąpiło w pierwszej połowie XX wieku, zwłaszcza po wejściu na rynki transportowe przewoźników samochodowych i powstania współczesnej struktury systemów transportowych. Literatura z tego okresu jest dość bogata, ale ma charakter publikacji dość przeglądowych i opisowych (często technicznych, geograficznych i historycznych), za mało natomiast było prób tworzenia modeli ekonomicznych transportu, przydatnych w praktyce instrumentów analizy ekonomicznej zagadnień transportowych, oceny efektów inwestowania w infrastrukturę transportową i innych ważnych współcześnie zagadnień. W literaturze tego okresu wyróżniają się publikacje Clément Colsona (Francja), Carla Piratha (Niemcy), D. Ph. Locklina (USA), E. Hoovera, Philipa E. Bagwella (Wielka Brytania).
David Philip Locklin (1897-1965) jest amerykańskim autorem jednego z najwięcej razy wydawanego podręcznika z ekonomiki transportu, znanego w polskich bibliotekach nawet w czasach głębokiego komunizmu. To obszerne dzieło prezentuje bardzo bogaty i przejrzysty układ problemów ekonomicznych transportu. Autor przedstawia w nim zasady dotyczące takich kwestii jak: ceny i taryfy transportowe, regulacja systemu kolejowego, finanse i rachunkowość kolejowa, stosunki państwa z koleją, ekonomika transportu rurociągowego, finansowanie budowy dróg i autostrad, regulacja rynku przewozów samochodowych, ekonomika i regulacja transportu wodnego śródlądowego, ekonomika i regulacja transportu lotniczego, koordynacja międzygałęziowa transportu i regulacja konkurencji na rynkach transportowych.
Wśród publikacji z ekonomiki transportu ostatniego okresu szczególną uwagę zwraca nazwisko Kenneth J. Buttona (profesora George Mason University, Fairfax, Virginia, USA), autora, współautora lub redaktora wielu najczęściej cytowanych podręczników i monografii. Cechuje go interdyscyplinarne podejście do zagadnień transportowych (kompleksowe rozpatrywanie aspektów ekonomicznych, zarządzania, polityki, strategii, kontroli, ekologii i modelowania systemów) oraz stosowanie zaawansowanych metod analizy oraz programowania rozwoju transportu.
Do znaczących w ekonomice transportu współczesnych autorów publikujących w języku angielskim należą niewątpliwie także takie osoby jak: E. Quinet i Roger Vickerman, P. S. McCarthy, J. B. Polak, Tae Hoon Oum, J. M. Thomson i David Banister.
Przegląd literatury z ekonomiki transportu w innym języku niż angielski wskazuje, że w większości rozwiniętych państw gospodarczych sektorowi transportu ludzie nauki transportu poświęcają bardzo dużą uwagę. Istotny wkład w rozwój wiedzy ekonomicznej o transporcie wnieśli naukowcy niemieccy (F. Voigt, H. Witte, W. Rothenhatter i inni), francuscy (C. Colson, J. Dupuit, P. Bauchet, M. Bernadet, M. Savy, A. Bonnafous) i rosyjscy. Cechą transportowych opracowań naukowych powstających w poszczególnych krajach jest akcentowanie specyficznych problemów narodowych transportu (słabości konkurencyjnej narodowych przewoźników, kongestii w aglomeracjach miejskich, niedorozwoju infrastruktury transportowej, napięć socjalnych w trakcie restrukturyzacji transportu itp.).
Polska ma bardzo bogaty dorobek w zakresie ekonomiki transportu, ale nie jest on znany na świecie z uwagi na barierę językową. Nawet w okresie gospodarki planowej treść podręczników i monografii transportowych była relatywnie w niewielkim stopniu nasycona stwierdzeniami doktrynalnymi, a autorzy polskich książek chętnie korzystali podręczników w języku angielskim i niemieckim, co pozwalało na pewien transfer wiedzy ekonomicznej z krajów o rynkowym systemie gospodarczym do systemu ekonomicznego ówczesnej Europy Środkowej i Wschodniej. Do historii polskiej transportowej myśli ekonomicznej przeszły takie nazwiska jak Przemysław Małek, Marian Madeyski, Ignacy Tarski, Andrzej Piskozub i Waldemar Grzywacz. O ile z użycia znikły szybko wszystkie polskie podręczniki ekonomii politycznej wydane przed 1989 r., o tyle nadal sięga się do ówczesnych polskich podręczników i monografii z ekonomiki transportu. Oznacza to, że sformułowane zasady ekonomiczne funkcjonowania i rozwoju transportu były oparte na obserwacjach rzeczywistości gospodarczej i sprawdzały się w praktyce. Brakowało w nich oczywiście takich zagadnień jak transformacja i prywatyzacja transportu, badania rynkowe i marketingowe, ekologia transportu, integracja międzynarodowa i regulacja rynków transportowych, ale zostały stworzone solidne podstawy badania popytu na usługi transportowe, analizy kosztów, kształtowania cen transportu, oceny projektów inwestycyjnych w transporcie, międzygałęziowej koordynacji systemów transportowych.
Istotę współczesnej wiedzy tworzonej w ramach ekonomiki transportu można najtrafniej określić jako teorię sprawnego, efektywnego i przyjaznego środowisku pokonywania przestrzeni przez osoby i ładunki. Pokonywanie przestrzeni jest trwałym elementarnym wyzwaniem dla człowieka, podobnym do takich wyzwań jak potrzeba zaspokajania głodu, schronienia, bezpieczeństwa i ochrony zdrowia. Transport jest jedną z form pokonywania przestrzeni przez człowieka, ograniczoną jednak do przemieszczanie osób i ładunków. Informacje i wartości finansowe są współcześnie przesyłane za pomocą systemów telekomunikacyjnych, satelitarnych, internetowych i za pomocą tradycyjnej poczty. Nośniki energii są przemieszczane nie tylko za pomocą rurociągów i przewozowych środków transportu, ale i za pomocą elektrycznych linii przesyłowych. Te różne technologie pokonywania przestrzeni próbuje się ująć w jednym wspólnym pojęciu sektorów sieciowych, które z dużą powściągliwością jest przyjmowane przez ekonomiczne i transportowe środowisko naukowe. Zaliczenie transportu do szeroko pojętych usług również nie jest zabiegiem trafnym, gdyż w odróżnieniu od usług powszechnych dla ludności, transport nie ogranicza się do czynności bezpośredniej obsługi klienta, lecz jest także wielką sferą gospodarczą tworzącą oraz eksploatującą kapitałochłonną i wielofunkcyjną infrastrukturę, której nie muszą posiadać różne zakłady świadczące powszechne usługi dla ludności.
Mimo dziesięcioleci prowadzonych badań i stworzenia zaawansowanych metod analizy ekonomicznej, sektor transportu nie jest wolny od dylematów i trudnych problemów, widocznych zarówno w skali makroekonomicznej, jak i w skali mikroekonomicznej.
Współczesne problemy transportowe są rozwiązywane równolegle dwoma sposobami:
1. poprzez realizację jasno zdefiniowanych projektów w wyspecjalizowanych zespołach naukowych,
2. poprzez masowy wysiłek racjonalizacyjny i innowacyjny przedsiębiorstw transportowych.

Świat nauki musi z szacunkiem odnosić się do efektów wysiłku intelektualnego praktyków transportowych, przynoszącego często bardziej użyteczne efekty niż ściśle zaprogramowane badania naukowe.
Przegląd światowej literatury z ekonomiki transportu z ostatnich kilkunastu lat pozwala zgrupować poruszane w niej problemy badawcze w następujący sposób:
- nadal porządkuje się i syntetyzuje wiedzę ekonomiczną o transporcie publikując podręczniki, często bardzo obszerne (liczące 700-900 stron), coraz bardziej uniwersalne a coraz mniej oparte na obserwacji narodowych systemów transportowych,
- dokonuje się pogłębionych i bardziej wyrafinowanych (z zastosowaniem metod matematycznych) analiz kosztów transportu, starając się ustalić tzw. full transport costs oraz koszty krańcowe operacji transportowych i logistycznych,
- tworzy się systemy regulacyjne tych sfer i tych rynków transportowych, w których widoczne jest wadliwe działanie niewidocznej ręki rynku (głównie w transporcie lotniczym i kolejowym),
- skupia się uwagę na chronicznym zjawisku kongestii, zwłaszcza w ruchu miejskim, starając się stworzyć modelowe systemy oddziaływania na zachowania użytkowników transportu oraz nowoczesne systemy informacji i logistyki miejskiej,
- kontynuuje się prace badawcze nad lepszym programowaniem i finansowaniem rozwoju sieci transportowych, starając się zwiększyć praktyczne zastosowanie sieci inteligentnych, co pociąga za sobą konieczność prowadzenia lepszej polityki innowacyjnej w transporcie i logistyce,
- powraca się do idei planowania systemów transportowych, wykorzystując do tego najnowsze rozwiązania informatyczne i metody scenariuszowe oraz symulacyjne,
- poszukuje się skuteczniejszych sposobów prywatyzacji transportu i infrastruktury, wzbogacając koncepcję partnerstwa prywatno-publicznego o nowe elementy prawne i nowe sposoby zarządzania infrastrukturą,
- rozwija się koncepcje i instrumenty służące poszerzeniu zakresu stosowania nowoczesnej odpłatności za korzystanie z infrastruktury transportowej w celu zwiększenia równowagi systemu jej finansowania,
- pogłębia się wiedzę na temat współzależności między transportem i środowiskiem naturalnym, tworząc społecznie akceptowalne instrumenty oddziaływania na proekologiczne zachowania użytkowników transportu,
- podejmuje się nowe kierunki badań nad ryzykiem transportowym, zarządzaniem tym ryzykiem i oddziaływaniem na jego zmniejszenie.

Światowy dorobek ekonomiki transportu stanowi teoretyczną podstawę dla polityki transportowej, zarówno w jej wymiarze narodowym, jak i międzynarodowym.

## Literatura
- Armbrecht H., Marner T., Maertens S., 2005. Politische Weichenstellungen für den Verkehr: Verkehrsplanung, Bepreisung, Deregulierung. Themenschwerpunkte der Studienkreistagung, Verlag Vandenhoeck & Ruprecht. Göttingen.
- Bagwell P. E., 1974. The Transport Revolution. Routledge, London.. Księgarnia internetowa eBookMall – https://web.archive.org/web/20091008161520/http://www.ebookmall.com/ebooks/transport-revolution-bagwell-ebooks.htm.
- Banister D., 2002. Transport Planning. Publisher Routledge; 2 edition. New York.
- Banister D., 2005. Unsustainable Transport. Publisher Spon Press; 1 edition. London.
- Bauchet P., 1996. Les transports de l’Europe. Editeur Economica, Paris.
- Bernadet M., Lasserre J.-C., 1985. Le secteur des transports. Editeur: Economica, Paris.
- Brewer A., Button K. J. and Hensher D. A, 2001. Handbook of Logistics and Supply-Chain Management. Publisher Pergamon. London.
- Burnewicz J. (red.), 1993. Ekonomika transportu. Wydawnictwo Uniwersytetu Gdańskiego. Gdańsk.
- Burnewicz J., 1986. Ekonomika transportu. Uniwersytet Gdański. Skrypty uczelniane. Gdańsk.
- Button K. J. and Hensher D. A., 2001. Handbook of Transport Systems and Traffic Control. Publisher Pergamon. London.
- Button K. J., 1985. Applied Transport Economics. Publisher Routledge; 1 edition. New York.
- Button K. J., 1993. Transport Economics. Publisher Edward Elgar; 2nd edition. Cheltenham Glos.
- Button K. J., 2003. Recent Developments in Transport Economics. Publisher Edward Elgar Publishing. Cheltenham Glos.
- Button K. J.nad Hensher D. A., 2005. Handbook of Transport Strategy, Policy & Institutions. Publisher Elsevier Science. Amsterdam.
- Dorsch M., 2005. Verkehrswirtschaft. Aktuelle Entwicklungen und Probleme. Verlag M & S Verlags OHG. Plauen.
- Fair M. L., 1959. Economics of transportation. Publisher Harper; Rev. ed edition. London.
- Farris M. T., 1997. Evolution of academic concerns with transportation and logistics. „Transportation Journal” vol. 37, no 1.
- Grupp G. W., 1923. Economics of motor transportation. Publisher Appleton.
- Grzywacz W., 1972 & 1982. Infrastruktura transportu. WKiŁ, Warszawa.
- Grzywacz W., 1973 & 1985. Taryfy transportowe. WKiŁ, Warszawa.
- Grzywacz W., 1979. Ekonomika pracy w transporcie. IW CRZZ, Warszawa.
- Grzywacz W., Burnewicz J., 1989. Ekonomika transportu. WKiŁ, Warszawa.
- Grzywacz W., Wojewódzka-Król K., Rydzkowski W., 2003. Polityka transportowa. WUG, Gdańsk.
- Hartwig K.-H., 2005. Subsidiarität, Wettbewerb und Subventionen im Verkehr. Verlag Vandenhoeck & Ruprecht. Göttingen.
- Hazard J. L., 1977. Transportation: Management, Economics, Policy. Publisher: Cornell Maritime Pr/Tidewater Pub. Maryland.
- Hensher D. A. and Button K. J., 2002. Handbook of Transport Modelling. Publisher Pergamon; 1st reprint. London.
- Hensher D. A. and Button K. J., 2003. Handbook of Transport and the Environment. Publisher Elsevier Science. Amsterdam.
- Hensher D. A., Button K. J., Haynes K. E. and Stopher P., 2004. Handbook of Transport Geography and Spatial Systems. Publisher Elsevier Science. Amsterdam.
- Hoon Oum T., 1997. Transport Economics. Publisher Taylor & Francis; 1 edition. London.
- Jackman W. T., 1935. Economic principles of transportation. Publisher University of Toronto Press. Toronto.
- Jain J. K., 1973. Transport economics. Publisher Chaitanya, India.
- Johnson E. R., Huebner G. G. and Wilson G. L., 1949. Transportation: Economic Principles and Practices. Publisher Appleton-Century-Crofts. New York.
- Kneafsey J. T., 1973. Transportation economic analysis. Publisher Butterworths. Lexington.
- Koźlak A., 2007. Ekonomika transportu. Teoria i praktyka gospodarcza. Wydawnictwo Uniwersytetu Gdańskiego. Gdańsk.
- Kummer S., 2006. Einführung in die Verkehrswirtschaft. Verlag WUV, Wien.
- Lansing J. B., 1966. Transportation and Economic Policy. Publisher Free Press; Collier-Macmillan. London.
- Lardner D., 1850. Railway Economy. A Treatise on the New Art of Transport, Its Management, Prospects, and Relations, Commercial, Financial, and Social, with an Exposition of the Practical Results of the Railways in Operation in the United Kingdom, on the Continent, and in America. Publisher: Harper & Bros. New York. Reprint z Adamant Media Corporation (May 17, 2001) dostępny na stronie internetowej: http://www.hti.umich.edu/cgi/t/text/text-idx?c=moa;cc=moa;rgn=main;view=text;idno=AES9701.0001.001.
- Loclin D. Ph., 1972. Economics of Transportation. Wydawnictwo Richard D. Irwin Inc. Wydania z lat: 1935, 1938, 1947, 1949, 1954, 1956, 1960, 1962, 1964, 1972. Homewood, Illinois.
- Madeyski M., Lissowska E., Marzec J., 1971. Ekonomika transportu. Wstęp do nauki o transporcie. SGPiS, Warszawa.
- Madeyski M., Lissowska E., Morawski W., 1975. Transport – rozwój i integracja. WKiŁ, Warszawa.
- Małek P., 1971.: Ekonomika transportu. Państwowe Wydawnictwo Ekonomiczne. Warszawa.
- Małek P., Grzywacz W., Żymeła B., 1973. Ekonomika transportu samochodowego. WKiŁ, Warszawa.
- McCarthy P. S., 2001. Transportation Economics. Publisher Blackwell Publishing Professional, Illustrated. London.
- Meyer J. R., Peck M. J., Stenason J. and Zwick Ch., 1959. The Economics of Competition in the Transportation Industries. Publisher Harvard University Press.
- Norton H. S., 1971. Modern transportation economics. Publisher Merrill; 2d edition. Columbus.
- Pegrum D. F., 1973. Transportation: economics and public policy. Publisher R. D. Irwin; 3d ed edition. Homewood Illinois.
- Pirath C., 1934. Die Grundlagen der Verkehrswirtschaft. Verlag von Julius Springer Berlin.
- Piskozub A. (red.), 1979. Ekonomika transportu. WKiŁ, Warszawa.
- Piskozub A., 1967. Ekonomika transportu. WSE w Sopocie. Sopot.
- Piskozub A., 1971. Ekonomika transportu Część I. Uniwersytet Gdański. Skrypty uczelniane. Gdańsk.
- Piskozub A., 1971. Ekonomika transportu. Część I. Uniwersytet Gdański. Skrypty uczelniane. Gdańsk.
- Piskozub A., 1973. Funkcjonowanie systemów transportowych. WKiŁ, Warszawa.
- Piskozub A., 1975. Ekonomika transportu. Podstawy metodologiczne. WKiŁ, Warszawa.
- Piskozub A., 1982. Gospodarowanie w transporcie. Podstawy teoretyczne. WKiŁ, Warszawa.
- Polak J. B. and Heertje A. Edit. 2001 & 2002. Analytical Transport Economics: An International Perspective. Publisher Edward Elgar Pub; New Edition. Cheltenham Glos.
- Quinet E. and Vickerman R. W., 2005. Principles of Transport Economics. Publisher Edward Elgar Pub; New Ed edition. Cheltenham Glos.
- Quinet E., 1982. Infrastructures des transports. Editeur Chotard. Paris.
- Quinet E., 2003. Economie des transports. Editeur: Economica. Paris.
- Rothengatter W. und Schade W., 2002. Strategien, Maßnahmen und ökonomische Bewertung einer dauerhaft umweltgerechten Verkehrsentwicklung. Verlag Schmidt (Erich), Berlin.
- Saß U., 2006. Die Privatisierung in der Flugsicherung. Verlag Vandenhoeck & Ruprecht. Göttingen.
- Savy M., 2006. Le transport de marchandises. Editeur Editions d’Organisation. Eyrolles.
- Savy M., 2006. Logistique et territoire. Editeur La Documentation Française. Paris.
- Sax E., 1870. Die Ökonomik der Eisenbahnen. Vienna.
- Sax E., 1878 & 1918. Die Verkehrsmittel in Volks- und Staatswirtschaft. Springer. Berlin.
- Smith A. (LL.D), 1776. An Inquiry into the Nature and Causes of the Wealth of Nations. Printed for W. Strahan and T. Cadell in the Strand. Reprint Oxford University Press 1976. London. Elektroniczna wersja oryginału tego dzieła jest obecnie dostępna np.: na stronie internetowej BIBLIOMANII http://www.bibliomania.com/2/1/65/112/frameset.html.
- Steinberg A. G., 1936. Evolution and economics of transportation. Publisher Sir I. Pitman & sons (Canada); ltd. Toronto.
- Tarski I., 1967. Transport jako czynnik lokalizacji produkcji. PWE, Warszawa.
- Tarski I., 1973. Ekonomika i organizacja transportu międzynarodowego. PWE, Warszawa.
- Tarski I., 1973. Ekonomika i organizacja transportu międzynarodowego. PWE, Warszawa.
- Tarski I., 1976. Czynnik czasu w procesie transportowym. WKiŁ, Warszawa.
- Tarski I., 1981. System transportowy RWPG. WKiŁ, Warszawa.
- Tarski I., Szczepaniak T., Krasucki Z., Januszkiewicz W., 1985. Transport i spedycja międzynarodowa. PWE, Warszawa.
- Tarski I.: 1968. Koordynacja transportu. PWE, Warszawa.
- Thomson J. M., 1974. Modern Transport Economics. Publisher Penguin Modern Economics Texts. Harmondsworth.
- Transport pod red. Rydzkowskiego W. i Wojewódzkiej-Król K., 2000, 2002 i 2005. Wydawnictwo Naukowe PWN, Warszawa.
- Voigt F., 1965. Verkehr II/2. Die Entwicklung des Verkehrssystems.Verlag Duncker & Humblot GmbH. Berlin.
- Voigt F., 1976. Grenzen Der Staatlichen Wirtschaftspolitik Im Gesellschaftlichen Und Sozialen Wandel. Hans Jorg Budischin Book, Duncker und Humblot. Berlin.
- Voigt F., 1979. Theorie Der Wirtschaftspolitik. Duncker &. Humblot. Berlin.
- Voigt F., 1985. Integrationswirkungen Von Verkehrssystemen Und Ihre Bedeutung Fur Die EG. Hermann Witte Book, Duncker & Humblot. Berlin.
- Voigt F., 1985. Perspektiven Verkehrswissenschaftlicher Forschung. Sigurd Klatt Book, Duncker & Humblot. Berlin.
- Voigt F., 1999. Verkehr I/2. Die Theorie der Verkehrswirtschaft. 423 Seiten Verlag Duncker & Humblot GmbH. Berlin.
- Voigt F., Neumann R., 1980. Verkehrssysteme Im Wandel: Methodenprobleme, Entwicklungsperspektiven, Gesamtwirtschaftl. Aspekte Festschr. Manfred Zachcial Book, Duncker und Humblot. Berlin.
- Voigt F., Witte H., 1980. Zur Bestimmung Der Qualitat Der Versorgungs- Und Erschliessungsleistungen Von Verkehrssystemen. Wilhelm Laschet Book, Duncker & Humblot. Berlin.
- Westmeyer R. E., 1953. Economics of transportation. Publisher Prentice-Hall. New Jersey.
- Wielopolski A., 1975. Zarys gospodarczych dziejów transportu. Wydawnictwa Komunikacji i Łączności, Warszawa.
- Wilson G. L., 1954. Transportation and communications: economics, management, and regulation. Publisher Appleton-Century-Crofts. New York.
- Witte H., Voigt F., 1982. Die Preisbildung Im Luftverkehr: Theoretische Analyse Und Quantitative Uberprufung Fur Den Internationalen Passagierlinienverkehr. Wilhelm Laschet Book, Duncker & Humblot. Berlin.
- Witte H., Voigt F., 1985. Die Bewertung Von Infrastrukturinvestitionen: Dargestellt Am Beispiel Von Verkehrsinvestitionen. Duncker & Humblot. Berlin.
- Бычков В.П., 2006 Экономика автотранспортного предприятия Учебник. (Серия: „Высшее образование”) (ГРИФ). Издательство: ИНФРА-М. Москва.
- Курганов В.М., 2006. Логистика. Транспорт и склад в цепи поставок товаров. Учебное пособие. Издательство Книжный Мир. Москва.
- Павлова Е.И., 2006. Экология транспорта. Учебник для ВУЗов. Издательство Высшая Школа. Москва.
- Шишмаков В.Т., Шишмаков С.В., 2006. Инновационный менеджмент на железнодорожном транспорте Учебное пособие для вузов. (Серия: „Высшее профессиональное образование”) (ГРИФ). Издательство Маршрут, УМЦ. Москва.